# Role Playing Game (magazine)
Role Playing Game est un magazine spécialisé dans le jeu de rôle sur console, édité par Anime Manga Presse (qui publie également Animeland). Le premier numéro a vu le jour le 23 février 2007. 
Il propose une formule classique, avec des tests, des entrevues, des news et des dossiers. Son rédacteur en chef est Oblivion (Christophe Brondy), ancien de GamePlay RPG.
La publication du magazine est interrompue après 67 numéros, l'annonce est faite le 2 avril 2021 sur les réseaux sociaux.

## Historique
Fort d'un certain succès au cours de ses trois premières années d’existence, le magazine Role Playing Game est passé à un rythme mensuel avec une parution les 25 de chaque mois. Mais les difficultés économiques rencontrées par la presse en général, et plus particulièrement la presse spécialisée, rattrapent le magazine à l'été 2011. La parution change de nouveau pour passer à un rythme trimestriel à partir du numéro 33, sans quoi la survie de la revue n'aurait pu être garantie.[réf. nécessaire]